# Caso de la viuda maltesa
El Caso de la Viuda Maltesa que es como también se conoce popularmente al Caso Bartholdo, es un famoso caso de derecho internacional privado.

## Antecedentes
Dos ciudadanos anglo-malteses contraen matrimonio en Malta, donde establecen su domicilio conyugal, sometiéndose al régimen patrimonial de "comunidad de bienes" (régimen por defecto vigente en Malta a falta de estipulación nupcial en contrario). Posteriormente, el matrimonio Barholdo se traslada a Argelia (en ese entonces colonia de Francia), y allí el marido adquiere numerosos bienes inmuebles y muere en el año 1889 sin dejar testamento.
La viuda pretende tener la mitad hereditaria y una asignación especial que otorga el derecho maltés: "cuarta del cónyuge pobre". El juez otorga la mitad de gananciales sin problema, pero en cuanto a la cuarta, se presentan problemas.

## Fondo del caso
Se plantea entonces si la institución de la "cuarta del cónyuge pobre" pertenece al régimen matrimonial de bienes o es una institución de derecho sucesorio.
- La viuda se presenta reclamando el derecho que le acordaban los artículos 17 y 18 del Código de Rohan, en el cual la ley maltesa otorgaba a la viuda el derecho de usufructo de 1/4 de los bienes del marido. Por lo que el tribunal argelino debe aplicar la Ley de Malta.

- Los abogados franceses argumentaban que, según las normas del Derecho Internacional Privado francés, el régimen matrimonial de bienes se rige por la ley del primer domicilio común (Ley de Malta), pero la sucesión de los inmuebles se rigen por la Ley del lugar donde se encuentran situados. Como los bienes inmuebles se ubican en Argelia, a la sazón colonia francesa, el tribunal argelino debe aplicar la Ley de Francia (por lo que no corresponde pagar la cuarta, ya que esa institución no existe en Francia).

## Decisión
La Corte de Argelia definió la institución como perteneciente al régimen del matrimonio, esto es, se ha de aplicar la ley maltesa.
- Datos: Q5756554